# Antoni Maria Emilian Hoborski
Antoni Maria Emilian Józef Franciszek Hoborski (ur. 1 kwietnia 1879 w Tarnowie, zm. 9 lutego 1940 w Sachsenhausen) – polski matematyk, profesor, pierwszy rektor Akademii Górniczo-Hutniczej (1920–1922), dziekan Wydziału Górniczego AGH. 

## Życiorys
Absolwent I Gimnazjum w Tarnowie w 1897, studiował na Uniwersytecie Jagiellońskim, w Getyndze i na Sorbonie. W 1908 uzyskał stopień doktora filozofii na Uniwersytecie Jagiellońskim, promotorem jego doktoratu był Stanisław Zaremba. W 1911 habilitował się tamże na podstawie rozprawy O pewnym zastosowaniu zasady najmniejszej wartości. W 1919 został profesorem zwyczajnym w tworzonej w Krakowie Akademii Górniczej. Był jej głównym organizatorem i pierwszym rektorem. Od 1919 był także dziekanem Wydziału Górniczego. W 1921 otrzymał tytuł profesora zwyczajnego Uniwersytetu Jagiellońskiego. Był założycielem i pierwszym redaktorem czasopisma naukowego Opuscula Mathematica. 6 listopada 1939 w ramach Sonderaktion Krakau, wraz z innymi profesorami krakowskich uczelni, został uwięziony przez gestapo i przewieziony do Wrocławia. Zmarł w niemieckim obozie koncentracyjnym w Sachsenhausen 9 lutego 1940, a miesiąc wcześniej miał amputowane palce u nóg po ich odmrożeniu. Niemcy dzień wcześniej zwolnili go z obozu. Jego symbolicznym grobem jest urna z ziemią z Sachsenhausen wmurowana obok tablicy pamiątkowej na AGH.

## Ordery i odznaczenia
- Krzyż Komandorski Orderu Odrodzenia Polski (27 listopada 1929)[3][4]
- Medal Dziesięciolecia Odzyskanej Niepodległości
- Medal za Długoletnią Służbę

## Upamiętnienie
Od 2014 organizowane są w AGH Dni Hoborskiego, czyli Święto Nauk Ścisłych.
Od 2015 wręczana jest Diamentowa Kula – nagroda im. prof. Antoniego Hoborskiego za całokształt działalności naukowej, dydaktycznej i organizacyjnej w zakresie chemii, fizyki i matematyki.